# Lutz Heck
Lutz Heck, wł. Ludwig Georg Heinrich Heck (ur. 23 kwietnia 1892 r. w Berlinie, zm. 6 kwietnia 1983 r. w Wiesbaden) – niemiecki zoolog.

## Życiorys
Urodzony 23 kwietnia 1892 r. w Berlinie jako Ludwig Georg Heinrich Heck, syn dr. Ludwiga Hecka, wieloletniego dyrektora berlińskiego zoo. W 1931 r. przejął od ojca kierowanie berlińskim ogrodem zoologicznym. Zainteresowany etnologią i teoriami rasowymi, zaangażował się w działalność nazistów, jednak wbrew części przekazów nie należał do SS. Od ok. 1934 r. na polecenie Hermanna Göringa pracował nad odtworzeniem wymarłego tura poprzez krzyżowanie różnych ras bydła domowego. Wraz z bratem Heinzem skrzyżował hiszpańskie byki z bydłem highland i rasami z Korsyki i Węgier, co pozwoliło uzyskać zwierzę bardzo podobne do tura i nazywane współcześnie bydłem rasy heck.
Podczas II wojny światowej Heck wziął udział w grabieży warszawskiego zoo, najcenniejsze okazy zwierząt zabierając do niemieckich ogrodów zoologicznych. Wątek ten został przedstawiony w amerykańskim filmie Azyl, gdzie Heck jest jedną z głównych postaci.
Od 1945 roku Lutz Heck mieszkał w Wiesbaden, gdzie zajmował się nadal badaniami zwierząt oraz pisaniem książek. Napisał od 1930 roku łącznie 16 poczytnych książek o dzikich zwierzętach. Wspierał powstanie (1955) miejscowego parku roślin i zwierząt, tzw. bażantarni (Tier- und Pflanzenpark Fasanerie). Brał udział również w produkcji czterech filmów o zwierzętach i wyjeżdżał na ekspedycje badawcze do południowej Afryki.
Zmarł 6 kwietnia 1983 r. w Wiesbaden.